# Brücke von Susegana
Die Brücke von Susegana gehört zu einer Gruppe römischer Brücken der Via Claudia Augusta in der norditalienischen Ortschaft Susegana, aus der sie durch ihren flachgespannten Bogen hervorsticht, der ihre Einordnung als frühe Segmentbogenbrücke erlaubt. Ihre Errichtung wird in die erste Hälfte des 1. Jahrhunderts n. Chr. gelegt.
Das bescheidene Bauwerk ist die fünfte von insgesamt sechs antiken Fußgängerbrücken in der Fraktion Colfosco, wo es einen namenlosen Bach unterhalb der örtlichen Straßenbrücke, kurz vor der Kreuzung nach Falzè di Piave, quert. Die 5,3 m breite Brücke ruht auf einem einzigen, aus elf unregelmäßigen Keilsteinen aufgemauerten Bogen, welcher bei einer lichten Weite von 3 m über eine im antiken Vergleich sehr geringe Stichhöhe verfügt.
Derartige materialsparende Flachbogenkonstruktionen treten bei Römerbrücken in der Region Venetien ungewöhnlich gehäuft auf, so dass bereits von einer Bauschule gesprochen wurde. Ein Grund für die lokale Konzentration könnten die besonderen topographischen Gegebenheiten der Küstenregion gewesen sein, deren weicher Schwemmboden für die typisch massiven Halbkreisbogenbrücken der Römer wenig geeignet war. Zudem dürfte der geringere Anstieg von Segmentbogenbrücken in der flachen Küstenlandschaft als weniger mühsam und damit vorteilhaft für den Fuß- und Lastverkehr empfunden worden sein.
Die Brücke, die sich Berichten zufolge noch 1938 in einem guten Erhaltungszustand befand, weist mittlerweile Verfallsspuren u. a. im Bereich ihrer Bogenzwickel auf.